# 台北市立民生国民中学
台北市立民生国民中学（みんせい/ミンシェンこくみんちゅうがく、ピンイン：Mínshēng、注音: ㄊㄞˊ ㄅㄟˇ ㄕˋ ㄌㄧˋ ㄇㄧㄣˊ ㄕㄥ ㄍㄨㄛˊ ㄇㄧㄣˊ ㄓㄨㄥ ㄒㄩㄝˊ）、Taipei Municipal Min Sheng Junior High School）は、台湾台北市松山区にある国民中学。

## 沿革
- 1968年8月 開校

## 組織
- 1年：10クラス
- 2年：10クラス
- 3年：10クラス

## 歴代校長
1. 廖清源：1968年 - 1978年
2. 劉圳生：1978年 - 1988年
3. 葉見登：1988年 - 1995年
4. 呉忠基：1995年 - 1999年
5. 尤玉莞：1999年 - 2006年
6. 余学敏：2006年 - 2009年
7. 高民慧：2009年 - 現在

## 学区
三民里
荘敬里
富錦里
新東里
新益里
富泰里
金泰里